# 光GENJI
光GENJI（ひかるゲンジ）は、1987年8月19日から1995年9月3日にかけて活動していた、日本の7人組男性アイドルグループ。通称「最後のスーパーアイドル」。
ジャニーズ事務所初のローラースケートパフォーマンスで一世を風靡した。末期にメンバー2人が脱退してから解散までの約1年間は光GENJI SUPER 5（ひかるゲンジスーパーファイブ）として活動した。
キャッチフレーズは「超新星からのメッセージ」。

## 特徴
颯爽としたローラースケートパフォーマンスやアクロバットがコンセプトであり、光り輝くような元気全開のフレッシュさ・新鮮さを前面に打ち出していた。『STAR LIGHT』や『パラダイス銀河』など、光・星・銀河・宇宙などファンタジーをテーマにした曲が顕著であった。

## メンバー
光GENJIが結成された1987年の時点で10代後半だった2人が「光」（ひかる）、10代前半だった5人が「GENJI」（ゲンジ）となった。
以下のメンバーのうち、解散後も最後までジャニーズ事務所（現：SMILE-UP.）に所属し、2024年4月以降他のSMILE-UP.所属者とともにSTARTO ENTERTAINMENTに移籍しているのは内海光司と佐藤敦啓（現：佐藤アツヒロ）の2人のみである。大沢樹生と佐藤寛之は1994年8月の脱退時に退所。諸星和己は1995年9月の解散時に退所。山本淳一と赤坂晃はグループ解散後もジャニーズ事務所に所属していたが、山本は2002年2月に退所。赤坂は2007年10月に覚醒剤所持の事件を起こし逮捕、ジャニーズ事務所を懲戒解雇された。
| 名前                              | 所属  | 生年月日              | 出身地         | イメージカラー | 備考                                             | 現所属事務所           |
| --------------------------------- | ----- | --------------------- | -------------- | -------------- | ------------------------------------------------ | ---------------------- |
| 内海 光司 （うちうみ こうじ）     | 光    | 1968年1月11日（57歳） | 東京都         | 青             | リーダー 光GENJI SUPER 5、AKIRA & KOHJI、U&S     | STARTO ENTERTAINMENT   |
| 大沢 樹生 （おおさわ みきお）     | 光    | 1969年4月20日（56歳） | 東京都文京区   | 紫             | 1994年脱退                                       | ミキオオフィス（自営） |
| 諸星 和己 （もろほし かずみ）     | GENJI | 1970年8月12日（54歳） | 静岡県富士市   | ピンク         | 光GENJI SUPER 5                                  | スターズクルー         |
| 佐藤 寛之 （さとう ひろゆき）     | GENJI | 1970年11月2日（54歳） | 千葉県鎌ケ谷市 | 水色           | 1994年脱退 SAY'S、ふたつの風                     | GENJI GURUMA           |
| 山本 淳一 （やまもと じゅんいち） | GENJI | 1972年2月28日（53歳） | 東京都八王子市 | 赤             | 光GENJI SUPER 5、SAY'S、ふたつの風               | WING RUN               |
| 赤坂 晃 （あかさか あきら）       | GENJI | 1973年5月8日（52歳）  | 東京都国立市   | 緑             | 光GENJI SUPER 5、SAY'S、AKIRA & KOHJI            | GOLD STAR              |
| 佐藤 敦啓 （さとう あつひろ）     | GENJI | 1973年8月30日（51歳） | 神奈川県藤沢市 | 黄             | 光GENJI SUPER 5、SAY'S、U&S 現芸名は佐藤アツヒロ | STARTO ENTERTAINMENT   |

| 光GENJI結成前メンバー         | 備考                                                                   |
| ----------------------------- | ---------------------------------------------------------------------- |
| 田代 秀高 （たしろ ひでたか） | 初代GENJIメンバー。1987年にGENJIを脱退した後、山本淳一と赤坂晃が加入。 |

## 来歴

### 結成〜初出演
1987年3月25日に光GENJIの前身である「初代GENJI」が結成され、田代秀高・諸星和己・佐藤寛之・佐藤敦啓がメンバーとなる。
1987年4月5日、「GENJI」が『全国歌謡選抜 サブロー・シローの歌え!ヤング大放送』（TBS系）のレギュラーになり、初のオリジナルソング「今、君と歌いたい」をオープニングで毎回披露。その後、田代秀高が脱退、山本淳一が加わり、更にその後、赤坂晃が参加して5名になる。
1987年6月25日に「GENJI」と、内海光司、大沢樹生から成る「光」が合体し、「光GENJI」が結成された。

### デビュー〜1980年代
1987年8月19日にチャゲ&飛鳥（現：CHAGE and ASKA）が楽曲提供した「STAR LIGHT」でレコードデビュー。キャッチフレーズは「超新星からのメッセージ。」。ローラースケートを履いて踊り、バック転などもこなすアクロバティックなパフォーマンスがうけ、デビューしてすぐに人気が上昇。爆発的なブームを生み、「最後のスーパーアイドル」と呼ばれ、その人気は経済誌などでも社会現象として取り上げられる。同年、テレビ東京系『あぶない少年』でドラマ初主演を務める。
1988年12月31日、「パラダイス銀河」で第30回日本レコード大賞を受賞。また、同年のオリコン年間シングル売上第1位～3位を光GENJIが独占し、1978年のピンク・レディー以来の快挙を達成した（ベスト10内には4曲ランクイン）。オリコン年間アルバム売上も第1位と第9位を獲得。

### 1990年代
1992年、 JOC日本オリンピック委員会広報アドバイザーに任命され、バルセロナオリンピックの応援ソングとして「リラの咲くころバルセロナへ」をリリース。
1993年に『勇気100%』をリリースし、アニメ『忍たま乱太郎』の主題歌に起用され、同曲は後にYa-Ya-yah、Hey! Say! JUMP、NYC、Sexy Zoneなどのジャニーズグループにカバーされるようになる。
1994年1月、バルセロナ夏季五輪に引き続き、リレハンメルオリンピックの応援ソングとして「BRAVO!Nippon〜雪と氷のファンタジー〜」をリリース。同年8月、大阪城ホールでのライブを最後に大沢樹生・佐藤寛之が脱退し（同時にジャニーズ事務所も退所）、「光GENJI SUPER 5」にグループ名を変更する。

### 解散
1995年6月、夏のコンサートツアーを最後に活動を終了する事が発表される。同年9月1日、かつてレギュラー出演していた『ミュージックステーション』（詳細後述）に出演、これが光GENJI SUPER 5として最後のTV出演となる。スタジオにファン数百人を入れ、歴代のシングルメドレーを披露し、最後に「Graduation」を熱唱。曲の終わりに、メンバー全員がローラースケートを脱いで、ステージ中央に置いた。
1995年9月3日、名古屋市総合体育館・レインボーホール（現：日本ガイシホール）でのライブを最後に、「メンバー全員卒業」（正確には解散）した。

### 解散後
- 解散後、諸星和己はジャニーズ事務所を退所。内海光司、山本淳一、赤坂晃、佐藤アツヒロの4人がその後もジャニーズ事務所に留まっていたが、2002年2月28日に山本淳一がジャニーズ事務所を退所。2007年10月29日に赤坂晃が覚醒剤所持の事件によりジャニーズ事務所を懲戒解雇。以降、最後までジャニーズ事務所に所属し、2024年4月以降他のジャニーズ事務所（この時点でSMILE-UP.に改名）所属者とともにSTARTO ENTERTAINMENTに移籍しているのは内海光司、佐藤アツヒロのみとなっている。
- 2015年9月30日放送の『ナカイの窓』「伝説のグループSP」に佐藤アツヒロが出演。司会の中居正広から「歴代上、一番すごかった」「ハンパじゃねぇな」、またヒロミからは「俺が見た中では一番すごかった」と紹介された。
- 2016年11月27日、同日放送のクイズ☆スター名鑑内で放送されたローラースケート対決企画に諸星和己、大沢樹生、山本淳一、佐藤寛之の4人が揃って出演。
- 2017年にデビュー30周年を記念した再結成を計画（年内限定ツアー）し、メンバー7人の会合を行う。その席にはかつて多くの楽曲を提供してきたASKAも呼ばれ新曲制作を依頼されていたが、所属事務所間の問題から頓挫し白紙となったことを、ASKAが2019年にブログで公表している[23]。
- 2020年12月、内海光司、佐藤アツヒロが2人で大阪、東京において計8公演のクリスマスイベントを行う。2021年12月にも大阪でイベントを開催した。
- 2020年12月25日、佐藤寛之がYouTube「SATOH HIROYUKI OFFICIAL YouTube CHANNEL" ひろチャン "」を開設した。
- 2021年6月9日放送の『有吉の壁』に内海光司と佐藤アツヒロが出演。解散以来、初めて2人でテレビ番組で歌唱した。
- 2022年3月30日からBS松竹東急にて内海光司と佐藤アツヒロによる旅バラエティ番組『こんなところでキャンパーズ!』が放送開始。2023年10月から再放送も開始する。
- 2022年2月28日、山本淳一がYouTube「やまじゅんチャンネル」を開設した。
- 2022年8月19日、光GENJIデビュー35周年を記念して、かねてより2人で活動していた内海光司と佐藤アツヒロが、正式に「U&S」を結成した。これを受けて、「U&S UpdateS LOVE TOUR 2022-2023」が開催され、計6都市でイベントが行われた。また、同イベントにおいて、新曲『UpdateS』が初披露される。
- 2023年3月22日、内海光司と佐藤アツヒロが『日テレ系音楽の祭典 Premium Music 2023』にて、ジャニーズJr.のHiHi Jetsと、光GENJIの名曲『ガラスの十代』でローラースケートコラボレーションを披露。
- 2023年5月29日、佐藤寛之&山本淳一によるユニット「ふたつの風」が結成された。
- 2023年6月28日、『テレ東音楽祭2023夏』において、内海光司と佐藤アツヒロからなるU&Sと、平家派、HiHi Jetsのコラボが実現し、光GENJI時代の名曲『ガラスの十代』『STAR LIGHT』『剣の舞』を披露した。
- 2023年8月18日、光GENJI35周年イヤーを締めくくる『内海光司と佐藤アツヒロのオールナイトニッポンGOLD』の放送において、U&Sの楽曲『UpdateS』の配信リリースが発表された。
- 2023年8月25日、ふたつの風が12月5日にrock fieldレーベルよりデビューシングル『君と物語』のリリースを発表。
- 君と物語はオリコン週間ランキングにて11位にランクイン[24]
- 2023年9月16日、ふたつの風が2024年1月に東京、名古屋、大阪でツアーを初開催することが発表された。ツアータイトルは「どこかで君と物語（仮）」[25]。
- 2023年9月28日、大沢樹生がYouTube「すずらん組×大沢樹生」を開設した。
- 2023年10月1日、U&Sが10月5日にデジタルデビューシングル『UpdateS』の配信リリースを発表。[26]
- UpdateSはBillboard Japan download ランキング にて38位にランクイン[27]
- 2025年1月5日より、佐藤アツヒロが光GENJIメンバーを訪れるドキュメンタリー番組『7 S.T.A.R.S. 〜7つの答え〜 佐藤アツヒロが繋ぐ光GENJIの現在』がWOWOWにて全7回にわたり放送された[28][29]。

## 概要

### 記録
- 雑誌『明星（現：Myojo）』の歴史上最高の売上部数を記録したのは、光GENJIの絶頂期に当たる頃だった。その後、1990年代に入り光GENJIの人気がピークを過ぎてからは売上部数が落ち込み、1994年頃にSMAPが人気を獲得するまでの間『明星』は苦難の時代だった[30]。
- ラジオ番組においても来るはがきの枚数が記録的であり、ニッポン放送で放送されていた番組『GENJI GENKI爆発』では毎週10万枚超のはがきを集めた[31]。また、フジサンケイグループが企画製作した非売品ビデオ『あ・き・す・と・ぜ・ね・こ』[32]の10万本プレゼントには約250万通のはがきが集まった[注 3][33]。

### ミュージックステーションへの出演
1988年2月から1992年10月まで、テレビ朝日の音楽番組『ミュージックステーション』にレギュラー出演していた。総出演数は234回であり、これは同番組のアーティスト別の出演回数記録としては圧倒的な出演数であり、いまだに破られていない。なお、2位はTOKIO（143回）、3位は嵐（140回）でそれ以降も V6、SMAP、KinKi Kids……とジャニーズが上位を独占しており、これに続くのは、7位のAKB48（104回）、8位の浜崎あゆみ（89回）、9位のaiko（84回）である。
『ミュージックステーション』は『夜のヒットスタジオ』・『ザ・ベストテン』・『歌のトップテン』など他局の音楽番組に比べ後発であり、開始当初は視聴率が悪く非常に苦労していた。そうした中、その頃の音楽番組の1つ『ザ・ベストテン』が成功した理由の一つにキャンディーズの解散を毎週放送で取り上げたことがあった点を受け、『ミュージックステーション』では光GENJIを毎週出そうということになり、レギュラーになった。

### 労働基準法
デビュー当初、赤坂晃と佐藤敦啓は労働基準法（第61条）により、原則夜8時〜翌朝5時はテレビ・ラジオの生出演ができないとされていたため、当初は「歌の部分のみ7人で事前収録する」「メンバー5人が歌っている生映像と出演できない2人の写ったVTRを交互に流す」「当時年上でバックダンサーの中居正広と木村拓哉が代わりに入る」等の工夫を凝らしていた。しかし、実際には当時出演していた『ザ・ベストテン』や『歌のトップテン』などの生放送番組にメンバー全員で出演したときも何度かあり、夜8時以降に出演したり出演しなかったりという状況が続いていた。
この状況に関して、当時14歳の佐藤が深夜の歌番組に出演した疑いで、労働基準監督署が1988年6月にジャニーズ事務所へ調査に入った際、「報酬面」「税法上の取り扱い」「事業所所得として課税されている」などの実態を確認して考察した結果、メンバーは「労働者とは認められない」（=労働基準法は適用されない）という判断を下した。
さらに光GENJIの出演に関する諮問があって、国会や関係機関で議論が行われ、芸能人において一定の条件（他人によって代替できない、“人気”等当人の個性が重要な要素となっている、契約形態が雇用契約でない、など）を満たした者は「表現者」とみなし、労働基準法を適用しない（端的には「『不人気な者』は労働者とみなす」）という結論になり、1988年（昭和63年）7月30日に通達（いわゆる「芸能タレント通達」「光GENJI通達」昭和63年7月30日、基収355号）が出され、それ以降は夜9時以降であっても、メンバー全員で出演することが多くなった。

### 解散した理由について
卒業について、諸星は後年「（最後の方は）仲が悪かった」「みんな疲れていた」と語っているほか、2015年11月に出演した番組で当時の状況について山本が「当時のアイドルは『20代後半になったら、それぞれの道に行く』みたいなスタイルがあり、年長者のメンバーが独立に進みたがっていた」という内情を明かしている。
また後年、光GENJIが短命に終わった理由として、下記のような理由がビジネスコンサルタントの専門家からは挙げられており、後のジャニーズ事務所のマーケティング戦略においての課題とされたことが指摘されている。
- 社会現象になるほど歌が爆発的に売れすぎて仕事に奔走することになり、トークや演技などの実力を磨く暇がなくなってしまったこと。
- 歌番組中心だったためメンバー間で仕事を割り振ることができず、メンバー全員が常に一緒でフル稼働する必要があり、充分に休むことができなかったこと。
- 常に一緒に仕事をしている上に、休息する暇がなくなったことで精神的なストレスが溜まり、メンバー間の仲に悪影響を与えたこと。
- 歌番組中心に出演したため、メンバー個々で活動できず、バラエティー番組やドラマなどで活躍できなかったこと。
- 『ザ・ベストテン』（1989年終了）、『歌のトップテン』（1990年終了）、『夜のヒットスタジオ』（1990年終了）といった歌番組がなくなり、『ミュージックステーション』（1986年開始）、『HEY!HEY!HEY! MUSIC CHAMP』（1994年開始）などの音楽バラエティーが主流となったこと。
- 正統派のアイドルだけで構成され、ボケ役・ツッコミ役・イジラレ役・仕切り役などの個性を持ったメンバー、いわゆる「異色のアイドル」がいなかったこと。

この他にも、ジャニーズの先輩である元フォーリーブスの北公次が刊行した著書『光GENJIへ』による影響も大きいとされている。
その反省を活かし、SMAPはアイドルでありながら、お笑い芸人さながらにコントを行ったりするなど個性を前面に出すグループとなり、2016年まで存続した。他にも、TOKIOは「力仕事をこなしながら活動するグループ」、V6は、「年少組と年長組の個性をそれぞれ出すグループ」といったように、ジャニーズアイドルも個性を出すグループが続くようになった。

## ディスコグラフィ

### 光GENJI

#### シングル
☆オリジナルアルバム収録（★HEART'N HEARTS内ベスト）、■アルバム未収録、○●オリジナルアルバムに別バージョンで収録、△▲光GENJI関連名義のベストアルバムに収録（●▲「荒野のメガロポリス」「PLEASE」は特殊な構成のため、各曲の項目を参照）
| #  | 発売日         | タイトル                             | タイトル | カップリング                        | カップリング | 最高 順位 |
| -- | -------------- | ------------------------------------ | -------- | ----------------------------------- | ------------ | --------- |
| 1  | 1987年8月19日  | STAR LIGHT                           | △○       | ROLLING STOCK                       | ■            | 1位       |
| 2  | 1987年11月26日 | ガラスの十代                         | △○       | Graduation                          | △☆           | 1位       |
| 3  | 1988年3月9日   | パラダイス銀河                       | △☆       | LONG RUN                            | ■            | 1位       |
| 4  | 1988年6月21日  | Diamondハリケーン                    | △        | Welcome                             | ■            | 1位       |
| 5  | 1988年10月10日 | 剣の舞                               | △        | 涙の輝き                            | △            | 1位       |
| 6  | 1989年3月6日   | 地球をさがして                       | △        | NEW! 青春にはまだ早い               | ■            | 1位       |
| 7  | 1989年7月20日  | 太陽がいっぱい                       | △        | 時をこえたフェスティバル            | ■            | 1位       |
| 7  | 1989年10月28日 | 時をこえたフェスティバル             | -        | 太陽がいっぱい                      | -            | -         |
| 8  | 1990年2月7日   | 荒野のメガロポリス                   | ▲●       | PLEASE                              | ▲●           | 1位       |
| 9  | 1990年5月16日  | Little Birthday                      | △        | なななのなの時間割                  | ■            | 2位       |
| 10 | 1990年8月17日  | CO CO RO                             | △        | みつめていたい                      | ■            | 1位       |
| 11 | 1990年11月3日  | 笑ってよ                             | △        | 水彩画                              | ■            | 1位       |
| 12 | 1991年2月7日   | 風の中の少年                         | △        | TVの中のHERO                        | ■            | 2位       |
| 13 | 1991年4月26日  | 奇跡の女神                           | △        | もっと近づきたい                    | ■            | 2位       |
| 14 | 1991年8月30日  | WINNING RUN                          | △○       | 熱帯夜                              | △            | 3位       |
| 15 | 1991年11月7日  | GROWING UP                           | △        | 若さのゆくえ                        | ■            | 5位       |
| 16 | 1992年2月20日  | TAKE OFF                             | △★       | 君にCheer Up!                       | ■            | 5位       |
| 17 | 1992年4月29日  | リラの咲くころバルセロナへ           | △★       | I'LL BE BACK                        | △            | 2位       |
| 18 | 1992年8月20日  | Meet Me                              | △★       | クレヨンで描いたタイムマシン(SAY'S) | △            | 6位       |
| 19 | 1992年11月6日  | 愛してもいいですか                   | △★       | 夢で逢えるから                      | ■            | 6位       |
| 20 | 1993年2月19日  | 君とすばやくSLOWLY                   | △★       | サヨナラと言えなくて(SAY'S)         | △            | 9位       |
| 21 | 1993年5月13日  | 勇気100%                             | △★       | 微笑みをあずけて                    | ■            | 7位       |
| 22 | 1993年8月4日   | BOYS in August                       | △★       | 恋する気持ち                        | ■            | 5位       |
| 23 | 1993年10月27日 | この秋‥ひとりじゃない                | △★       | きっと愛しあえる                    | ■            | 5位       |
| 24 | 1994年1月20日  | BRAVO!Nippon〜雪と氷のファンタジー〜 | △        | 君は世界を夢見て                    | ■            | 7位       |
| 25 | 1994年4月28日  | ヨーソロー! 未来へよろしく           | △        | 僕らのREASON                        | ■            | 10位      |
| 26 | 1994年7月21日  | TRY TO REMEMBER                      | △        | LUNAR PARK-GO-ROUND                 | ■            | 9位       |

#### オリジナル・アルバム
| #    | 発売日                  | タイトル                    | 備考 |
| ---- | ----------------------- | --------------------------- | --- |
| 1    | 1988年1月1日（限定盤）  | 光GENJI                     | 「STAR LIGHT」「ガラスの十代」のLPバージョンを収録。 |
| 1    | 1988年1月21日（通常盤） | 光GENJI                     | 「STAR LIGHT」「ガラスの十代」のLPバージョンを収録。 |
| 2    | 1988年7月28日           | Hi!                         | 「パラダイス銀河」収録 |
| 3    | 1989年2月20日（限定盤） | Hey! Say!                   | デビュー以来3作連続で、オリコンアルバムチャート1位を獲得。 |
| 3    | 1989年4月7日（通常盤）  | Hey! Say!                   | デビュー以来3作連続で、オリコンアルバムチャート1位を獲得。 |
| 4    | 1989年10月25日          | Hello…I Love You            | 初めてメンバー3人（諸星、佐藤敦啓、佐藤寛之）のソロ曲を収録。 |
| 5    | 1990年7月25日           | Cool Summer                 | 「荒野のメガロポリス〜PLEASE」をアレンジと歌詞を変えて収録。 前々作でソロ曲が収録されなかったメンバー4人（内海、大沢、山本、赤坂）のソロ曲を収録。 |
| ミニ | 1990年11月21日          | White Dreaming with 光GENJI | くつ下の中に8cmCDを封入した装丁の、4曲入りミニアルバム。 |
| 6    | 1991年3月3日（限定盤）  | (333) Thank You             | 10曲入りの初回盤（別添カレンダー付）と、12曲入りの通常盤がある。 |
| 6    | 1991年3月20日（通常盤） | (333) Thank You             | 10曲入りの初回盤（別添カレンダー付）と、12曲入りの通常盤がある。 |
| ミニ | 1991年7月7日            | ひと夏ひと夜                | 4曲入りミニアルバム |
| 7    | 1991年10月2日           | VICTORY                     | 「WINNING RUN」を新アレンジで収録。 |
| 企画 | 1992年7月1日            | Pocket Album -7つの星-      | メンバー7人のソロ曲を1人2曲ずつ収録した8cmCDの7枚組。全14曲。 |
| 8    | 1992年12月3日           | DREAM PASSPORT              | 初回盤は8cmCD「クリスマス組曲」が付属するBOX仕様。 |
| 9    | 1993年3月3日（限定盤）  | SPEEDY AGE                  | |
| 9    | 1993年3月19日（通常盤） | SPEEDY AGE                  | |
| 10   | 1993年9月15日           | WELCOME                     | 各メンバーがプロデュースした楽曲7曲と光曲・GENJI曲・全員曲を1曲ずつの計10曲収録。 |
| 企画 | 1993年12月8日           | 宇宙遊詠                    | |
| 11   | 1994年3月2日（限定盤）  | HEART'N HEARTS              | 初回プレス特典としてカレンダーが同梱された。Disc1は各メンバーソロ曲。Disc2は「BEST FRIENDS」の続編で「TAKE OFF」から「この秋‥ひとりじゃない」までの全シングルA面と、新曲3曲を収録。 |
| 11   | 1994年3月17日（通常盤） | HEART'N HEARTS              | 初回プレス特典としてカレンダーが同梱された。Disc1は各メンバーソロ曲。Disc2は「BEST FRIENDS」の続編で「TAKE OFF」から「この秋‥ひとりじゃない」までの全シングルA面と、新曲3曲を収録。 |
| 12   | 1994年7月21日           | FOREVER YOURS               | 7人グループとして発表した最後のオリジナル・アルバム。 |
| 14   | 1995年8月19日           | See You Again               | 事務所の先輩・後輩タレントからのメッセージや秘蔵写真、ディスコグラフィーなどを掲載した書籍形態の「卒業アルバム」。CD3枚組、完全限定生産。なお、公式サイトでは光GENJI SUPER 5名義。 Disc1 オリジナル･アルバム。参加メンバーは光GENJI SUPER 5。 Disc2 コンサート披露のみだったソロ楽曲やシングル曲のリアレンジ版などを収録。参加メンバーは光GENJI SUPER 5。 Disc3 過去のリリース楽曲からのベストセレクション。メンバー5人による曲の解説も掲載。 |

#### ベスト・アルバム
| # | 発売日                  | タイトル                      | 備考 |
| - | ----------------------- | ----------------------------- | --- |
| 1 | 1990年1月31日（限定盤） | ふりかえって…Tomorrow         | 「STAR LIGHT」から「太陽がいっぱい」までの全シングルを新たに録り直して収録。 テレビでのみ披露されたアレンジ、歌詞、ソロパート割りなどを曲に取り入れている。その他新曲を3曲収録。 |
| 1 | 1990年2月28日（通常盤） | ふりかえって…Tomorrow         | 「STAR LIGHT」から「太陽がいっぱい」までの全シングルを新たに録り直して収録。 テレビでのみ披露されたアレンジ、歌詞、ソロパート割りなどを曲に取り入れている。その他新曲を3曲収録。 |
| 2 | 1992年3月4日（限定盤）  | BEST FRIENDS                  | 「STAR LIGHT」から「GROWING UP」までの全シングルA面と「PLEASE」を収録した2枚組。 「荒野のメガロポリス」は、シングルではカットされた2番が挿入されフルサイズで初収録。Disc2にはカラオケ音源を収録。 |
| 2 | 1992年3月21日（通常盤） | BEST FRIENDS                  | 「STAR LIGHT」から「GROWING UP」までの全シングルA面と「PLEASE」を収録した2枚組。 「荒野のメガロポリス」は、シングルではカットされた2番が挿入されフルサイズで初収録。Disc2にはカラオケ音源を収録。 |
| 3 | 1994年8月2日            | SUPER BEST TRY to REMEMBER    | 「STAR LIGHT」から「TRY TO REMEMBER」まで、7人体勢でリリースした全シングルA面と「PLEASE」を収録した3枚組。ジャケット用スチール写真を掲載したフォトブック付き。 「剣の舞」はシングルとはアレンジが大きく異なる。「荒野のメガロポリス」と「リラの咲くころバルセロナへ」は、シングルではカットされた2番の歌詞が入ったフルサイズで収録されている。この他、「風の中の少年」のアウトロと、「WINNING RUN」と「Meet Me」のイントロも、わずかながらシングルとは異なっている。 |
| 4 | 2001年12月5日           | MY これ!クション 光GENJI BEST | 解散後に発売された。 シングル29曲から16曲をセレクトし、リリース順に収録。 |
| 5 | 2002年10月17日          | 光GENJI All Songs Request     | 2枚組。 ファンからの投票により上位30位までに入った楽曲（30位が同票だったため実際は計31曲）をリリース順に収録。 |

#### 企画アルバム
| # | 発売日        | タイトル                                   | 備考 |
| - | ------------- | ------------------------------------------ | --- |
| 1 | 1988年6月5日  | 光GENJI オリジナル カラオケ                | アルバム『光GENJI』収録曲全8曲と、「STAR LIGHT」から「パラダイス銀河」までのシングルA面3曲および「LONG RUN」の計12曲のカラオケを収録。 ジャケットはアニメ仕様。 |
| 2 | 1989年3月21日 | 光GENJI オリジナル・カラオケ・コレクション | 「STAR LIGHT」から「地球をさがして」までのシングル6枚のA・B面全12曲のカラオケを収録。                                                                           |

#### ビデオ
| #  | 発売日                     | タイトル                                                                                         |
| -- | -------------------------- | ------------------------------------------------------------------------------------------------ |
| 1  | 1988年1月16日（VHS）       | 太陽がいっぱい                                                                                   |
| 1  | 2004年5月19日（DVD）       | 太陽がいっぱい                                                                                   |
| 1  | 1989年11月3日（VHS）       | 光GENJI GIFT 太陽がいっぱい（アニメーションビデオ「太陽がいっぱい」、絵本、トランプの3点セット） |
| 2  | 1988年3月18日（VHS）       | 少年武道館〜少年御三家新春一番歌いぞめ〜                                                         |
| 3  | 1988年5月25日（VHS）       | 光GENJI ファーストライブ                                                                         |
| 3  | 2003年7月16日（DVD）       | 光GENJI ファーストライブ                                                                         |
| 4  | 1988年6月（VHS）           | あ・き・す・と・ぜ・ね・こ（非売品）                                                             |
| 5  | 1988年10月30日（VHS）      | 少年武道館II                                                                                     |
| 6  | 1989年3月20日（VHS）       | 光GENJI TOKYO DOME CONCERT Hey!Say!                                                              |
| 7  | 1990年5月5日（VHS）        | …これから物語 〜少年たちのブルース〜/ふ・し・ぎ・なBABY                                          |
| 8  | 1990年6月21日（VHS）       | な・な・なのなの時間割（GENJI名義）                                                              |
| 9  | 1990年9月21日（VHS）       | 虹色夏物語（にじいろサマーストーリー）                                                           |
| 9  | 2003年7月16日（DVD）       | 虹色夏物語（にじいろサマーストーリー）                                                           |
| 10 | 1991年1月1日（VHS）        | ウォルト・ディズニーワールド7日間の旅                                                            |
| 11 | 1991年6月21日（VHS）       | コンサートであおう!                                                                              |
| 11 | 2004年5月19日（DVD）       | コンサートであおう!                                                                              |
| 12 | 1992年7月17日（VHS）       | 独逸旅情 -素顔になって-                                                                          |
| 12 | 2003年7月16日（DVD）       | 独逸旅情 -素顔になって-                                                                          |
| 13 | 1993年11月2日（VHS）       | 7番目の夏                                                                                        |
| 13 | 2003年8月20日（DVD）       | 7番目の夏                                                                                        |
| 14 | 1994年4月6日（VHS）        | '93 WINTER CONCERT BRAVO!Nippon                                                                  |
| 14 | 2003年8月20日（DVD）       | '93 WINTER CONCERT BRAVO!Nippon                                                                  |
| 15 | 1994年11月18日（VHS）      | '94 SUMMER CONCERT FOREVER YOURS                                                                 |
| 15 | 2003年8月20日（DVD）       | '94 SUMMER CONCERT FOREVER YOURS                                                                 |
| 16 | 1995年8月19日（VHS）       | P/S I LOVE YOU                                                                                   |
| 16 | 2004年5月19日（DVD）未発売 | P/S I LOVE YOU                                                                                   |

### 光GENJI SUPER 5

#### シングル
△ベストアルバムに収録、■アルバム未収録
| #  | 発売日         | タイトル     | タイトル | カップリング                 | カップリング | 最高 順位 |
| -- | -------------- | ------------ | -------- | ---------------------------- | ------------ | --------- |
| 27 | 1994年10月7日  | Melody Five  | ■        | JOYFUL RHAPSODY              | ■            | 6位       |
| 28 | 1994年10月21日 | DON'T MIND涙 | ■        | SHAKING NIGHT                | ■            | 7位       |
| 29 | 1995年8月2日   | Bye-Bye      | △        | レディーはそよかぜ（赤坂晃） | ■            | 13位      |

#### アルバム
| #  | 発売日        | タイトル        |
| -- | ------------- | --------------- |
| 13 | 1995年3月1日  | Someone Special |
| 14 | 1995年8月19日 | See You Again   |

#### ビデオ
| #  | 発売日    | タイトル                                                                  |
| -- | --------- | ------------------------------------------------------------------------- |
| 17 | 1996年1月 | Bye-Bye for Tomorrow See You Again P/S I LOVE YOU（ファンクラブ限定販売） |

### SAY・S

#### シングル
| # | 発売日        | タイトル                                   | カップリング!    | 最高 順位 |
| - | ------------- | ------------------------------------------ | ---------------- | --------- |
| 1 | 1993年4月22日 | 曇りのち晴れ                               | STARDUSTに乗って | 11位      |
| 2 | 1993年7月14日 | WE ARE THE CHAMP （SAY'S and J.World名義） | -                | 8位       |
| 3 | 1994年3月25日 | HAPPY ROAD                                 | -                | 10位      |

#### ベスト・アルバム
| # | 発売日        | タイトル                    |
| - | ------------- | --------------------------- |
| 1 | 2002年8月21日 | MY これ!クション SAY'S BEST |

#### ビデオ
| # | 発売日       | タイトル                                       |
| - | ------------ | ---------------------------------------------- |
| 1 | 1994年6月2日 | HAPPY ROAD SHOW!                               |
| 2 | 2004年3月3日 | FIRST SOLO CONCERT 寛之・山本・赤坂・敦啓 1994 |

### AKIRA & KOHJI

#### シングル
| # | 発売日        | タイトル   | カップリング | 最高 順位 |
| - | ------------- | ---------- | ------------ | --------- |
| 1 | 1994年12月8日 | MR.MIRACLE | -            | 15位      |

### 内海光司 & 山本淳一

#### 映像作品
| # | 発売日    | タイトル                                                                    |
| - | --------- | --------------------------------------------------------------------------- |
| 1 | 1996年4月 | KOHJI UCHIUMI/JUNICHI YAMAMOTO JOINT CONCERT 1996.1.21 YOYOGI WHITE THEATER |

### 参加作品
※＝忍たま関連の作品にのみ収録。光GENJI関連の作品には未収録
| 発売日        | アーティスト    | 作品                                                                     | 参加曲 | 備考 |
| ------------- | --------------- | ------------------------------------------------------------------------ | --- | --- |
| 1990年8月22日 | 忍者            | お祭り忍者（水雲SINGLE）                                                 | M-2 See You Again…! | 少年隊、光GENJI、SMAPからのデビューに際しての応援コメントが、2コーラス後の間奏に挿入されている。                                                        |
| 1993年7月20日 | Various Artsits | 忍たま乱太郎 オリジナル･サウンド･トラック                                | M-1 勇気100%（光GENJI）※ M-3 RUN RUN 乱太郎 (SAY・S) M-7 もっとでっかくNo.1（諸星和己）※ M-9 微笑をあずけて（光GENJI） M-10 にんにん忍たま音頭（SAY・S&忍たまファミリー）                                    | M-1の「勇気100%」は、ここに収録されているテイクのみ、曲の終わりにシングルや他のアルバムにはないアニメと同様の「ヘイヘイヘイ」という掛け声が入っている。 |
| 1994年12月8日 | Various Artsits | 忍たま乱太郎 オリジナル･サウンド･トラック                                | M-1 勇気100%（オープニング･サイズ）（光GENJI SUPER 5）※ M-4 SHAKING NIGHT（光GENJI SUPER 5） M-6 正直になろうよ（佐藤敦啓）※ M-9 冬の贈り物（光GENJI SUPER 5）※ M-10 DON'T MIND 涙（光GENJI SUPER 5）        | |
| 1996年1月19日 | Various Artsits | 忍たま乱太郎 オリジナル･サウンド･トラック其の参                          | M-3 終わらないSCHOOL DAYS（Junichi&JJr）※ M-4 春は･･･るんるん（Junichi&忍術学園合唱隊）※ M-10 0点チャンピオン (Junichi&JJr) ※ M-11 あの夏が聞こえる (Junichi) ※                                              | |
| 1996年6月5日  | Various Artsits | 忍たまテーマソングコレクション                                           | M-1 こうしちゃいられない（Junichi&JJr）※ M-2 勇気100% M-3 SHAKING NIGHT M-4 終わらないSCHOOL DAYS M-5 DON'T MIND 涙 M-6 微笑をあずけて M-7 0点チャンピオン M-8 にんにん忍たま音頭 M-9 SING!!（Junichi&JJr）※ | |
| 1999年3月3日  | Various Artsits | 忍たまスーパーベストテーマ集                                             | M-1 勇気100% M-2 DON'T MIND 涙 M-3 0点チャンピオン M-4 こうしちゃいられない M-5 SHAKING NIGHT M-6 終わらないSCHOOL DAYS M-7 SING!! M-8 にんにん忍たま音頭 M-9 微笑をあずけて                                 | |
| 2012年9月19日 | Various Artsits | 忍たま乱太郎 20th アニバーサリーアルバム オープニング&エンディング集     | M-1 勇気100% M-2 DON'T MIND 涙 M-3 SHAKING NIGHT M-4 0点チャンピオン M-5 終わらないSCHOOL DAYS M-6 こうしちゃいられない M-7 にんにん忍たま音頭                                                               | |
| 2015年6月17日 | Various Artsits | 忍たま乱太郎サウンドトラック 昨日・今日・明日 〜from Nintama with Love〜 | M-1 勇気100% | ここに収録されているテイクのみ、曲の終わりにシングルや他のアルバムにはないアニメと同様の「ヘイヘイヘイ」という掛け声が入っている。                      |

### その他のアルバム
| 発売日        | アーティスト                     | 作品                                                   | 参加曲 | 備考                                                                       |
| ------------- | -------------------------------- | ------------------------------------------------------ | --- | -------------------------------------------------------------------------- |
| 1992年6月19日 | ビクトリー･マーチング･バンド     | 光GENJI マーチ･コレクション リラの咲くころバルセロナへ | 1. リラの咲くころバルセロナへ（並足用） 2. パラダイス銀河（並足用） 3. CO CO RO（並足用） 4. WINNING RUN（駆足用）                                 | 光GENJIの楽曲をマーチにアレンジ。                                          |
| 1994年8月21日 | チェコ・フィルハーモニー管弦楽団 | 2001 CLASSICS 光GENJI ORCHESTRA VERSION                | 1. 太陽がいっぱい 2. ガラスの十代 3. 愛してもいいですか 4. パラダイス銀河 5. FLOWER OF MY HEART 6. STAR LIGHT 7. 涙の輝き 8. 素敵に… 9. Graduation | 光GENJIの楽曲をオーケストラにアレンジ。マリオ･クレメンツ指揮、千住明編曲。 |

### 未CD化楽曲
| 年   | タイトル                           | 作詞       | 作曲       | 初出作品                                | 備考 |
| ---- | ---------------------------------- | ---------- | ---------- | --------------------------------------- | --- |
| 1987 | 今、君と歌いたい                   | 秋元康     | 井上堯之   | （TV）                                  | 結成初期のGENJIによる『サブロー・シローの歌え!ヤング大放送』のテーマ曲                                                       |
| 1987 | WALKING                            | ―          | 石田勝範   | ビデオ・DVD『太陽がいっぱい』           | インスト曲 |
| 1987 | Thanks                             | ―          | 都志見隆   | ビデオ・DVD『太陽がいっぱい』           | インスト曲 |
| 1988 | インディ・ジョーンズにはかなわない | 麻生圭子   | 中崎英也   | ビデオ・DVD『光GENJI ファーストライブ』 | |
| 1988 | 月光に叱られて                     | 三浦徳子   | 和泉常寛   | ビデオ・DVD『光GENJI ファーストライブ』 | |
| 1988 | 哀しみのレスキュー                 | 山口のばら | 新田一郎   | ビデオ・DVD『光GENJI ファーストライブ』 | |
| 1988 | どうもありがとう                   | 売野雅勇   | 馬飼野康二 | ビデオ・DVD『光GENJI ファーストライブ』 | 初期のコンサートでエンディングに歌われていた                                                                                 |
| 1988 | 急げ！若者                         | 千家和也   | 都倉俊一   | Live                                    | 原曲：フォーリーブス |
| 1988 | LOVE AND DREAM                     | 原真弓     | 石川忠次   | Live→VHS（少年武道館2）                 | 1988年8月16、17、18、19日 |
| 1988 | Shining G                          |            |            | （CM）                                  | ゼネラル石油 CMソング（10月1日 - 11月6日）                                                                                   |
| 1989 | Loving G                           |            |            | （CM）                                  | ゼネラル石油 CMソング（1月15日 - 2月14日）                                                                                   |
| 1990 | 荒野のメガロポリス                 | 飛鳥涼     | 飛鳥涼     | ビデオ『P/S I LOVE YOU』                | テレビに使用した終わり方がオリジナルとは完全に異なる。終わり方は3種類存在する（楽曲欄参照）。                                |
| 1993 | 風の歌声に耳をすまして             | 谷亜ヒロコ | 佐藤健     | ビデオ・DVD『7番目の夏』                | 『HEART'N HEARTS』に収録されたのはフェードアウトした音源だが、ビデオに収録されたのは未CD化のフェードアウトしないバージョン。 |
| 1994 | 7th Door - 7つ目の扉 -             | 船越敬司   | 船越敬司   | Live、TV                                | 結成7周年を記念して制作された楽曲                                                                                            |
| 1994 | Shake Again                        | 船越敬司   | 金山（恵） | Live、TV                                | 1994年春のコンサートで披露                                                                                                   |

## タイアップ
| 曲名                                 | タイアップ |
| ------------------------------------ | --- |
| STAR LIGHT                           | 『スターライトエクスプレス』イメージテーマ 映画『ふ・し・ぎ・なBABY』挿入歌                                        |
| ガラスの十代                         | 映画『ふ・し・ぎ・なBABY』挿入歌                                                                                   |
| ほのかに甘くHOLIDAY                  | テレビ東京系ドラマ『あぶない少年』主題歌                                                                           |
| パラダイス銀河                       | CM：西武園ゆうえんち 映画『ふ・し・ぎ・なBABY』挿入歌                                                              |
| 時をこえたフェスティバル             | フジテレビ系『ひらけ!ポンキッキ』挿入歌                                                                            |
| 剣の舞 (光GENJIの曲)                 | フジテレビ系ドラマ『ワイルドで行こう! BORN TO BE WILD』主題歌                                                      |
| いつか、きっと…                      | 映画『ふ・し・ぎ・なBABY』主題歌 映画『…これから物語 〜少年たちのブルース〜』主題歌 CM：エスキモー「クリスピーナ」 |
| あ・き・す・と・ぜ・ね・こ           | 映画『ふ・し・ぎ・なBABY』挿入歌                                                                                   |
| ドキドキSummer Days                  | フジテレビ系『ひらけ!ポンキッキ』挿入歌                                                                            |
| リラの咲くころバルセロナへ           | CM：松下電器産業「エオリア」 1992年バルセロナオリンピック応援ソング                                                |
| 愛してもいいですか                   | 日本テレビ系『非行少年たち』挿入歌                                                                                 |
| BRAVO!Nippon〜雪と氷のファンタジー〜 | 1994年リレハンメルオリンピック応援キャンペーンソング                                                               |
| 微笑みをあずけて                     | NHK総合アニメ『忍たま乱太郎』挿入歌                                                                                |
| 勇気100%                             | NHK総合アニメ『忍たま乱太郎』オープニングテーマ 映画『映画 忍たま乱太郎』オープニングテーマ                        |
| みつめていたい                       | フジテレビ系『ひらけ!ポンキッキ』挿入歌                                                                            |
| この秋…ひとりじゃない                | NHK総合アニメ ｢忍たま乱太郎｣ 挿入歌                                                                                |
| きっと愛しあえる                     | NHK総合アニメ『忍たま乱太郎』イメージソング                                                                        |

| 曲名          | タイアップ                                                               |
| ------------- | ------------------------------------------------------------------------ |
| 勇気100%      | NHK教育アニメ『忍たま乱太郎 第2シリーズ〜第9シリーズ』オープニングテーマ |
| DON'T MIND涙  | NHK教育アニメ『忍たま乱太郎 第2シリーズ』エンディングテーマ              |
| 冬の贈り物    | NHK教育アニメ『忍たま乱太郎』イメージソング                              |
| SHAKING NIGHT | NHK教育アニメ『忍たま乱太郎 第2シリーズ』エンディングテーマ              |

| 曲名               | タイアップ                          |
| ------------------ | ----------------------------------- |
| もっとでっかくNo.1 | NHK教育アニメ『忍たま乱太郎』挿入歌 |

| 曲名     | タイアップ                               |
| -------- | ---------------------------------------- |
| 嵐になれ | ゲーム：『ストリートファイターII』挿入歌 |

| 曲名                         | タイアップ                                    |
| ---------------------------- | --------------------------------------------- |
| クレヨンで描いたタイムマシン | フジテレビ系アニメ『ひらけ!ポンキッキ』挿入歌 |

| 曲名               | タイアップ                                                                                              |
| ------------------ | --- |
| にんにん忍たま音頭 | NHK教育アニメ『忍たま乱太郎 第4シリーズ』エンディングテーマ 映画『映画 忍たま乱太郎』エンディングテーマ |
| RUN RUN 乱太郎     | NHK教育アニメ『忍たま乱太郎』挿入歌                                                                     |

| 曲名       | タイアップ                       |
| ---------- | -------------------------------- |
| MR.MIRACLE | CM：ハウス食品「とんがりコーン」 |

| 曲名               | タイアップ                                     |
| ------------------ | ---------------------------------------------- |
| 今、君と歌いたい   | TBS系「サブロー•シローの歌え! ヤング大放送」OP |
| なななのなの時間割 | CM：エスキモー「クリスピーナ」                 |

## 主な出演作品

### バラエティ番組
- サブロー・シローの歌え!ヤング大放送（1987年4月5日 - 9月、TBS）
番組開始当初はGENJIの5名のみのレギュラー出演だったが、途中から7人全員で出演するようになった。
- あぶない少年番外編（1987年、テレビ東京）
- あぶない少年周年（1988年、テレビ東京）
- スーパージョッキー（日本テレビ）
- 歌のトップテン（日本テレビ）
- ザ・ベストテン（TBS）
- 夜のヒットスタジオ（フジテレビ）
- 歌謡びんびんハウス（テレビ朝日）
- ミュージックステーション（テレビ朝日）
- アイドル共和国（テレビ朝日）
- 歌え!アイドルどーむ（テレビ東京）
- ヤンヤンもぎたて族（テレビ東京）
- 満員御礼!学園キッズ→SMAPの学園キッズ（テレビ東京）

### テレビドラマ
連続ドラマ
- 桃色学園都市宣言!!・St.月桂寺HighSchool（フジテレビ）- 内海・大沢
- あぶない少年I（1987年10月7日 - 12月30日、テレビ東京）
  - あぶない少年II（1988年1月6日 - 9月28日）
  - あぶない少年III（1988年10月12日 - 1989年3月29日）- 赤坂・佐藤敦啓
- ワイルドで行こう! BORN TO BE WILD（1988年10月17日 - 1989年3月20日、フジテレビ）- 内海・大沢
- 想い出にかわるまで（1990年、TBS）- 大沢
- 名奉行 遠山の金さん（1990年 - 1995年、テレビ朝日）- 内海
- 素敵な人!（1993年、テレビ朝日）- 佐藤寛之
- アンバランス（テレビ朝日）- 大沢
- HOTEL（1994年4月 - 2002年3月、TBS）- 赤坂

単発ドラマ
- 「火曜ロードショー特別企画 光GENJIドラマスペシャル」スターライト・キッズ 新・北斗七星伝説（1988年10月11日、TBS）- メンバー主演
- 源義経（1990年1月1日、TBS）- 内海・大沢・諸星
- 天と地と〜黎明編（1990年4月20日、日本テレビ）- 大沢
- 評論! 家族（1990年7月22日、TBS）- 赤坂
- ダンナ様は18歳（1990年8月4日、TBS）- 諸星
- 若さま侍捕物帖（1991年1月2日、テレビ朝日）- 内海・佐藤敦啓
- 世にも奇妙な物語（フジテレビ）
  - 「時間よ止まれ」（1991年1月17日）- 山本
  - 「愛車物語」（1991年4月18日）- 佐藤寛之
- 非行少年たち（1992年10月15日、日本テレビ）
- 映画みたいな恋したい（テレビ東京）
  - 「トップガン」（1992年12月19日）- 佐藤敦啓、佐藤寛之
  - 「メリークリスマスを君に」（1992年12月26日）- 山本
- 清水次郎長物語（1995年3月3日、フジテレビ）- 諸星

### 映画
- ロックよ、静かに流れよ（1988年2月20日公開、東宝、【主演：男闘呼組】）※友情出演
- 少年武道館（1988年2月20日公開、東宝、【主演：少年御三家】）
- ふ・し・ぎ・なBABY（1988年12月18日公開、東宝、【主演：GENJI、出演：光】）
- …これから物語 〜少年たちのブルース〜（1988年12月18日公開、東宝、【主演：光】）
- 新極道の妻たち 惚れたら地獄 （1994年1月15日公開、東映）- 赤坂

### ラジオ
- 光のスターライトキッス（1987年 - 1991年 、ニッポン放送）- 光
- GENJI GENKI爆発（当初の仮タイトルは「GENJI爆発百点満点」）（1987年10月17日 - 1991年3月、ニッポン放送）- GENJI
- All about 光GENJI（1991年4月8日 - 1993年4月2日 、ニッポン放送）- 光GENJI

### CM
- 西武園ゆうえんち（1988年）
- 大塚食品「マイクロマジック」（1988年）- GENJI
- 森永乳業 （1988年・1989年）
  - 「ボングーショコラ」- 光
  - 「クリスピーナ」
  - 「ワンショット」- GENJI
- ゼネラル石油
- 不二家「アメリカンバー」（1988年）- GENJI
- 松下電器産業（現：パナソニック）「エオリア」（1992年）- 原田知世と共演
- ローソン（1994年）- 大沢・諸星・赤坂
- ハウス食品「とんがりコーン」（1994年・1995年） - 内海・赤坂（AKIRA&KOHJI）

### NHK紅白歌合戦出場歴
| 年度   | 放送回 | 曲目                       | 備考                    |
| ------ | ------ | -------------------------- | ----------------------- |
| 1988年 | 第39回 | 光GENJI '88メドレー        | 白組トップバッター      |
| 1989年 | 第40回 | 太陽がいっぱい             |                         |
| 1990年 | 第41回 | CO CO RO                   | 白組トップバッター（2） |
| 1991年 | 第42回 | WINNING RUN                |                         |
| 1992年 | 第43回 | リラの咲くころバルセロナへ |                         |
| 1993年 | 第44回 | 勇気100%                   |                         |

## 受賞歴
- 1987年 第25回ゴールデン・アロー賞・最優秀新人賞
- 1988年 第26回ゴールデン・アロー賞・話題賞
- 1988年 第2回ゴールドディスク大賞・The Grand Prix New Artist of the Year
- 1988年 第2回ゴールドディスク大賞・The Best New Artist of the Year
- 1988年 第2回ゴールドディスク大賞・The Grand Prix Single of the Year「ガラスの十代」
- 1988年 第2回ゴールドディスク大賞・The Best Single of the Year「ガラスの十代」「STAR Light」
- 1988年 第2回ゴールドディスク大賞・The Best Album of the Year ヤングアイドル（グループ）部門「光GENJI」
- 1988年 日本レコードセールス大賞（オリコン年間ランキング）
- 1988年 第30回日本レコード大賞・大賞
- 1989年 第3回ゴールドディスク大賞・The Best 5 Artist of the Year
- 1989年 第3回ゴールドディスク大賞・Grand Prix Single of the Year「パラダイス銀河」
- 1989年 第3回ゴールドディスク大賞・The Best5 Single of the Year「パラダイス銀河」「Diamondハリケーン」「剣の舞」
- 1989年 第3回ゴールドディスク大賞・The Best Album of the Year ヤングアイドル（グループ）部門「Hi!」
- 1989年 第15回日本テレビ音楽祭・グランプリ
- 1989年 第15回全日本歌謡音楽祭・ゴールデングランプリ
- 1989年 第18回FNS歌謡祭・グランプリ
- 1989年 第20回日本歌謡大賞・大賞
- 1989年 第31回日本レコード大賞・金賞
- 1990年 第4回ゴールドディスク大賞・The Best5 Single of the Year「太陽がいっぱい」
- 1991年 第5回ゴールドディスク大賞・アルバム賞 アイドル部門（男性）「ふりかえって・・・Tomorrow」
- 1992年 第6回ゴールドディスク大賞・アルバム賞 アイドル部門（男性）「(333) Thank you」
- 1993年 第7回ゴールドディスク大賞・アルバム賞 アイドル部門（男性）「BEST FRIENDS」